# Selección femenina de fútbol sub-17 de Níger
La selección femenina de fútbol sub-17 de Níger es el equipo representativo de dicho país en las competiciones oficiales. Su organización está a cargo de la Federación Nigerina de Fútbol, miembro de la CAF y la FIFA.

## Estadísticas

### Copa Mundial de Fútbol Femenino Sub-17
| Año                       | Fase            | Posición        | PJ              | PG              | PE              | PP              | GF              | GC              | DG              |
| ------------------------- | --------------- | --------------- | --------------- | --------------- | --------------- | --------------- | --------------- | --------------- | --------------- |
| Nueva Zelanda 2008        | No se clasificó | No se clasificó | No se clasificó | No se clasificó | No se clasificó | No se clasificó | No se clasificó | No se clasificó | No se clasificó |
| Trinidad y Tobago 2010    | No se clasificó | No se clasificó | No se clasificó | No se clasificó | No se clasificó | No se clasificó | No se clasificó | No se clasificó | No se clasificó |
| Azerbaiyán 2012           | No se clasificó | No se clasificó | No se clasificó | No se clasificó | No se clasificó | No se clasificó | No se clasificó | No se clasificó | No se clasificó |
| Costa Rica 2014           | No se clasificó | No se clasificó | No se clasificó | No se clasificó | No se clasificó | No se clasificó | No se clasificó | No se clasificó | No se clasificó |
| Jordania 2016             | No se clasificó | No se clasificó | No se clasificó | No se clasificó | No se clasificó | No se clasificó | No se clasificó | No se clasificó | No se clasificó |
| Uruguay 2018              | No se clasificó | No se clasificó | No se clasificó | No se clasificó | No se clasificó | No se clasificó | No se clasificó | No se clasificó | No se clasificó |
| India 2022                | No se clasificó | No se clasificó | No se clasificó | No se clasificó | No se clasificó | No se clasificó | No se clasificó | No se clasificó | No se clasificó |
| República Dominicana 2024 | No se clasificó | No se clasificó | No se clasificó | No se clasificó | No se clasificó | No se clasificó | No se clasificó | No se clasificó | No se clasificó |
| Marruecos 2025            | Por definir     | Por definir     | Por definir     | Por definir     | Por definir     | Por definir     | Por definir     | Por definir     | Por definir     |
| Marruecos 2026            | Por definir     | Por definir     | Por definir     | Por definir     | Por definir     | Por definir     | Por definir     | Por definir     | Por definir     |
| Total                     | 0/9             | .º              | -               | -               | -               | -               | -               | -               | -               |

### Campeonato femenino sub-17 de la CAF
| Año   | Fase          | Posición     | PJ           | PG           | PE           | PP           | GF           | GC           | DG           |
| ----- | ------------- | ------------ | ------------ | ------------ | ------------ | ------------ | ------------ | ------------ | ------------ |
| 2008  | No participó  | No participó | No participó | No participó | No participó | No participó | No participó | No participó | No participó |
| 2010  | No participó  | No participó | No participó | No participó | No participó | No participó | No participó | No participó | No participó |
| 2012  | No participó  | No participó | No participó | No participó | No participó | No participó | No participó | No participó | No participó |
| 2013  | No participó  | No participó | No participó | No participó | No participó | No participó | No participó | No participó | No participó |
| 2016  | No participó  | No participó | No participó | No participó | No participó | No participó | No participó | No participó | No participó |
| 2018  | No participó  | No participó | No participó | No participó | No participó | No participó | No participó | No participó | No participó |
| 2020  | Primera Ronda | -            | 2            | 0            | 0            | 2            | 0            | 9            | -9           |
| 2022  | Tercera Ronda | -            | 2            | 0            | 0            | 2            | 0            | 18           | - 18         |
| 2024  | Segunda Ronda | -            | 2            | 0            | 0            | 2            | 0            | 22           | -22          |
| Total | 3/9           | .º           | 6            | 0            | 0            | 6            | 0            | 49           | -49          |

- A partir de la edición 2010 se realizan eliminatorias por zonas clasificando a la Copa Mundial de Fútbol Femenino Sub-17 los ganadores de los mismos.